# Villazala
Villazala est une commune d'Espagne dans la province de León, communauté autonome de Castille-et-León. Elle s'étend sur 45,42 km2 et comptait environ 749 habitants en 2015.